# Judith of Bethulia
Judith of Bethulia és una pel·lícula muda estrenada el 8 de març de 1914, produïda per la Biograph i distribuïda per la General Film Company. Va ser dirigida per D. W. Griffith i protagonitzada per Blanche Sweet i Henry Walthall. Narra la història que apareix al Llibre de Judith a l'Antic Testament, a partir de la qual Thomas Bailey Aldrich va escriure un poema i després l'obra de teatre (1904) en que es va basar, almenys parcialment, la pel·lícula.

## Argument
La fortalesa de Bethulia a Judea és atacada pel poderós exèrcit assiri de Nabucodonosor, liderat per Holofernes. Els murs resisteixen l'assalt, però moltes persones cauen assassinades i Holofernes estableix setge a la fortalesa. Judith, una bella vídua, prega per saber què cal fer i té una visió en la que ha d'oferir-se com a sacrifici a Holofernes per salvar la ciutat. Va al camp assiri vestida amb les seves millors robes i joies i enamora completament a Holofernes, que l'envolta de luxe. Ella es guanya la seva confiança prometent de trair Bethulia i es compromet a passar una tarda sola amb ell. Encara que s'hagi enamorat d'Holofernes, Judith recorda la seva lleialtat als jueus i decapita Holofernes amb la seva pròpia espasa després d'haver-lo embriagat. Després torna a Bethulia amb el cap d'Holofernes. La mort del general desanima les tropes assíries i són vençudes pels jueus. Se celebra la victòria a Bethulia i Judith és considerada la salvadora de la ciutat.

## Repartiment
- Blanche Sweet (Judith)
- Henry B. Walthall (Holofernes)
- Mae Marsh (Naomi)
- Robert Harron (Nathan)
- J. Jiquel Lanoe (cap dels eunucs)
- Harry Carey (traidor assiri)
- Lillian Gish (mare jove amb el nen
- Dorothy Gish (captaire)
- Kate Bruce (donzella de Judith)
- Elmo Lincoln
- W. Christie Miller
- Gertrude Robinson
- Antonio Moreno (extra)
- Eddie Dillon
- Charles Hill Mailes
- Frank Opperman
- Adolph Lestina
- Jennie Lee
- William J. Butler
- Alfred Paget
- Harry Hyde
- Clara T. Bracey
- W. C. Robinson
- Frank Evans
- William Carroll
- Gertrude Bambrick
- Kate Toncray

## Producció
A diferència de les pel·lícules d'una bobina que normalment s'exhibien en petits Nickelodeons a preus mòdics, algunes de les pel·lícules importades d'Itàlia eren molt més llargues i plenes d'extres i grans decorats cosa que feia que el públic estigués disposat a pagar preus més alts d'entrada i que s'exhibissin en teatres amb molta més audiència. Griffith, conscient d'això volia realitzar pel·lícules amb aquesta filosofia i va pensar en una obra de teatre que s'havia representat uns anys abans: Judith of Bethulia de Thomas Bailey Aldrich. Per això va demanar a Lee Dougherty que comprés els drets d'un guió basat en la història en la Bíblia, Judith and Holofernes de Grace A. Pierce. Va demanar a Frank Woods que a partir de les dues obres realitzés un guió per a la seva pel·lícula.
La pel·lícula es va produir el 1913 i tenia una durada de 4 bobines. Les escenes exteriors es van filmar a Chatsworth Park, als afores de Los Angeles, on es va construir una ciutat emmurallada i es van usar gran quantitat d'extres com a soldats, cavalls entrenats i genets experts. Les escenes interiors es van rodar als estudis de la Biograph a Nova York. Malgrat que es van pressupostar 18.000 dòlars per a la seva realització al final va tenir un cost de 36.000 dòlars. i la companyia va ser conscient que més que un actiu per a la companyia, Griffith era un perill per a la seva viabilitat econòmica. Per això, un cop s'estava muntant, li van indicar que si volia continuar a la Biograph, ja no dirigiria més sinó que seria el supervisor d'altres directors. Griffith va abandonar la companyia. Aquesta va ser la darrera pel·lícula de Griffith amb la Biograph a rodar-se tot i que The Battle of Elderbush Gulch (1914), que s'havia filmat abans va estrenar-se més tard. La Biograph va estrenar posteriorment altres pel·lícules en les que constava que eren fetes amb la supervisió de Griffith cosa que probablement no era certa.
La pel·lícula es va re-estrenar el 1917 amb un metratge de 6 bobines amb el títol "Her Condoned Sin", amb nous sots-títols i escenes no incloses en la versió de 1914.

## Imatges de la pel·lícula

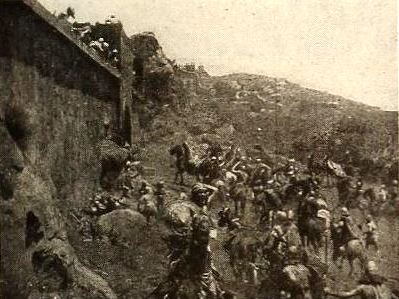
Setge de la ciutat de Bethulia
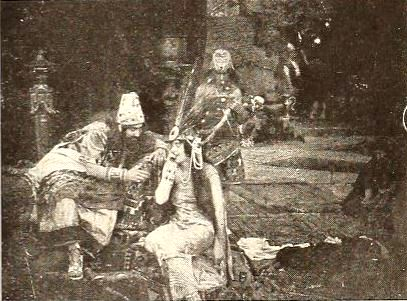
Henry B. Walthall com Holofernes i Blanche Sweet com Judith
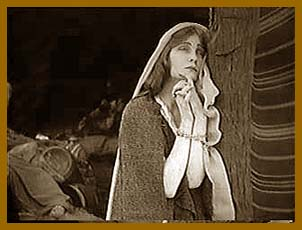
Mae Marsh
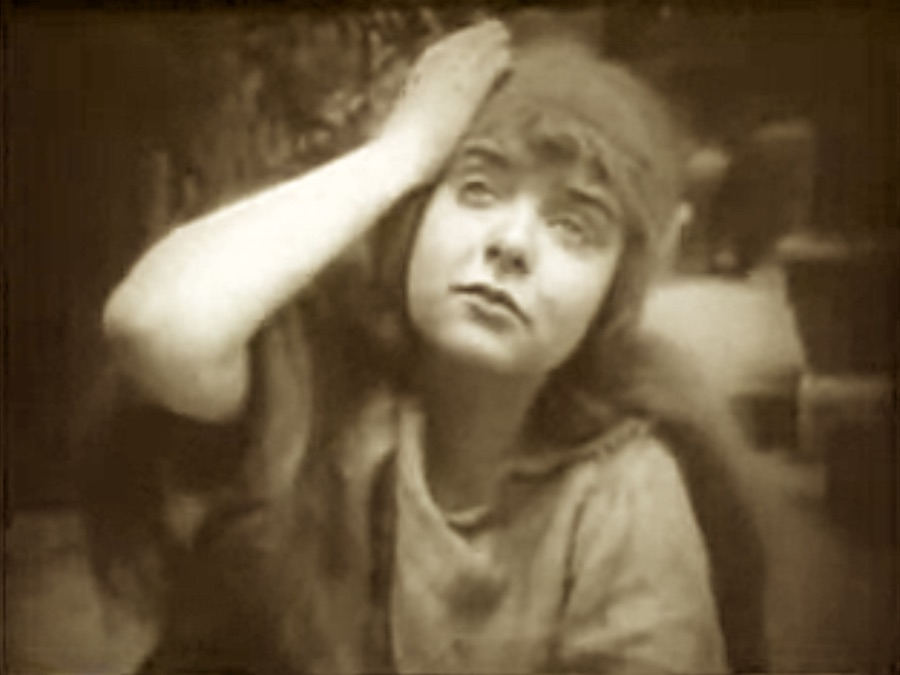
Blanche Sweet